# 北島万次
北島 万次（きたしま まんじ、1934年12月23日（戸籍上は1935年1月3日） - 2018年5月14日）は、日本の歴史学者。専攻は日本中近世対外関係史。

## 来歴
愛知県名古屋市生まれ。1957年早稲田大学文学部史学科卒業。1959年東京都立大学 (1949-2011)大学院人文科学科日本史修士課程修了。1991年「豊臣政権の対外認識と朝鮮侵略」で早稲田大学より文学博士の学位を取得。高崎経済大学助教授、教授、共立女子大学国際文化学部教授。

## 著書

### 単著
- 『豊臣政権の対外認識と朝鮮侵略』校倉書房、1990年
- 『豊臣秀吉の朝鮮侵略』吉川弘文館〈日本歴史叢書〉、1995年
- 『壬辰倭乱と秀吉・島津・李舜臣』校倉書房、2002年
- 『秀吉の朝鮮侵略』山川出版社〈日本史リブレット〉、2002年
- 『加藤清正―朝鮮侵略の実像』吉川弘文館〈歴史文化ライブラリー〉、2007年
- 『秀吉の朝鮮侵略と民衆』岩波新書、2012年
- 『豊臣秀吉朝鮮侵略関係史料集成』全3巻　平凡社、2017年

### 共著
- 加藤栄一、深谷克己『幕藩制国家と異域・異国』校倉書房、1989年
- 橋本雄、村井章介、孫承『日朝交流と相克の歴史』校倉書房、2009年

### 共編著
- 峰岸純夫『歴史を学ぶこと教えること』東京大学出版会、1986年

### 訳書
- 李舜臣『乱中日記　壬辰倭乱の記録』全3巻　平凡社〈東洋文庫〉、2000-2001